# 聖霊のバプテスマ
聖霊のバプテスマ（せいれいのバプテスマ）は、新約聖書に、イエス・キリストが授ける聖霊のバプテスマと記されているものである。

## 概要
ルカによる福音書でイエス・キリストは、それを「父の約束」「いと高き所から力を着せられる」と述べている。また、使徒の働きでは、「聖霊があなたがたの上に臨まれるとき、あなたがたは力を受けます。」と教えた。聖霊のバプテスマの語は、それぞれの教派によって違う用い方をされる。

## カトリック
ローマ・カトリックの公式の主張では、カトリックの堅信の時に、「ペンテコステの日に、一度使徒に与えられた聖霊の特別の注ぎ」を受ける。つまり、聖霊は洗礼と堅信によってすでに与えられていると考えられる。しかし、カトリック・カリスマ刷新は、聖霊による更なる経験があると信じる。「聖霊のバプテスマは秘跡ではないが…秘跡と関係している。」
この出来事「聖霊のバプテスマは御霊の実を結び、キリスト者生活を刷新する。」このように洗礼と堅信を通してすでに与えられた賜物の刷新とする事にカトリックの強調点がある。

## ペンテコステ派
ペンテコステ派では、聖霊のバプテスマは異言を伴うものだと主張し、新生と区別している。チャールズ・パーハムは「聖霊のバプテスマを受けることが大患難時代を逃れる唯一の方法であり、異言がその唯一の保証である」とした。その教え子のウィリアム・シーモアは、「異言を語らない者は、聖霊のバプテスマを受けているとは言えない」と語った。

## 福音派
福音派によれば、イエス・キリストを信じた瞬間にクリスチャンの内に聖霊が内住し、その時はわからなくても、そのことによってキリストのからだに属するものとなり、そこから永遠に漏れることがない。これは客観的事実であり、体感していなくても、そうなのである。
あわせて圧倒的な臨在体験が信仰生活の中にあり、力が伴ってくることがある。これは、信仰の確信のためである。使徒の働きでは、救われた後どのように救われたか確認している所がある。8章14ー17節、19章2ー6節。(参考)ヘブル11章１節、エペソ１章13、14節